# Asfandyar Wali Khan
Asfandyar Wali Khan (ur. 19 lutego 1949 w Charsadda, Północno-Zachodnia Prowincja Pograniczna) – pakistański polityk, przewodniczący Partii Narodowej Awami.

## Życiorys
Wali Khan urodził się w Charsaddzie, małej wiosce na przedmieściach Peszawaru. Jest synem, Khana Abdula Wali Khana, pierwszego lidera Partii Narodowej Awami. Ukończył studia na Uniwersytecie w Peszawarze.
Afandyar Wali Khan w czasie studiów dołączył do opozycji przeciw prezydentowi Ayub Khanowi. W 1975 został zatrzymany i skazany na 15 lat więzienia. Zwolniony został jednak już w 1978 i od tamtego czasu pozostawał poza polityką aż do początków lat 90. XX w.
W 1990 Wali Khan został wybrany do Zgromadzenia Prowincjonalnego Północno-Zachodniej Prowincji Pogranicza. W 1993 wszedł w skład Zgromadzenia Narodowego Pakistanu. W wyborach w 1997 uzyskał reelekcję. W 1999 został przewodniczącym Partii Narodowej Awami. W wyborach parlamentarnych w 2002 przegrał rywalizację w swoim okręgu wyborczym i nie wszedł do parlamentu. W wyniku tamtej porażki zrezygnował z przywództwa w partii, jednak już w roku następnym powrócił na stanowisko lidera Partii Narodowej Awami. W 2003 Wali Khan uzyskał mandat senatora na 6-letnią kadencję.